# FCユナイテッド・オブ・マンチェスター
フットボールクラブ・ユナイテッド・オブ・マンチェスター（Football Club United of Manchester）はイングランド、グレーター・マンチェスター内、マンチェスターを本拠地とするサッカークラブチームである。2005年にマンチェスター・ユナイテッドFCから独立。2015-2016シーズンはカンファレンス・ノース（6部相当）に所属。
ホームスタジアムは設立当初からギッグ・レーンだったが元々ベリーFCの所有であり、ベリーFCの試合がないときでの試合開催だったため、自前でスタジアムを建設する構想が持ち上がった。2015年マンチェスター北部にブロードハーストパークが完成し、2015-16シーズンから使用している。

## クラブ各種記録
一試合最多得点勝利試合
- 10-2 vs カッスルトン・ゲーブルズ 2005.12.10

一試合最多失点敗戦試合
- 1-5 vs ブラッドフォード・パーク・アベニューAFC 2010.03.24

## タイトル

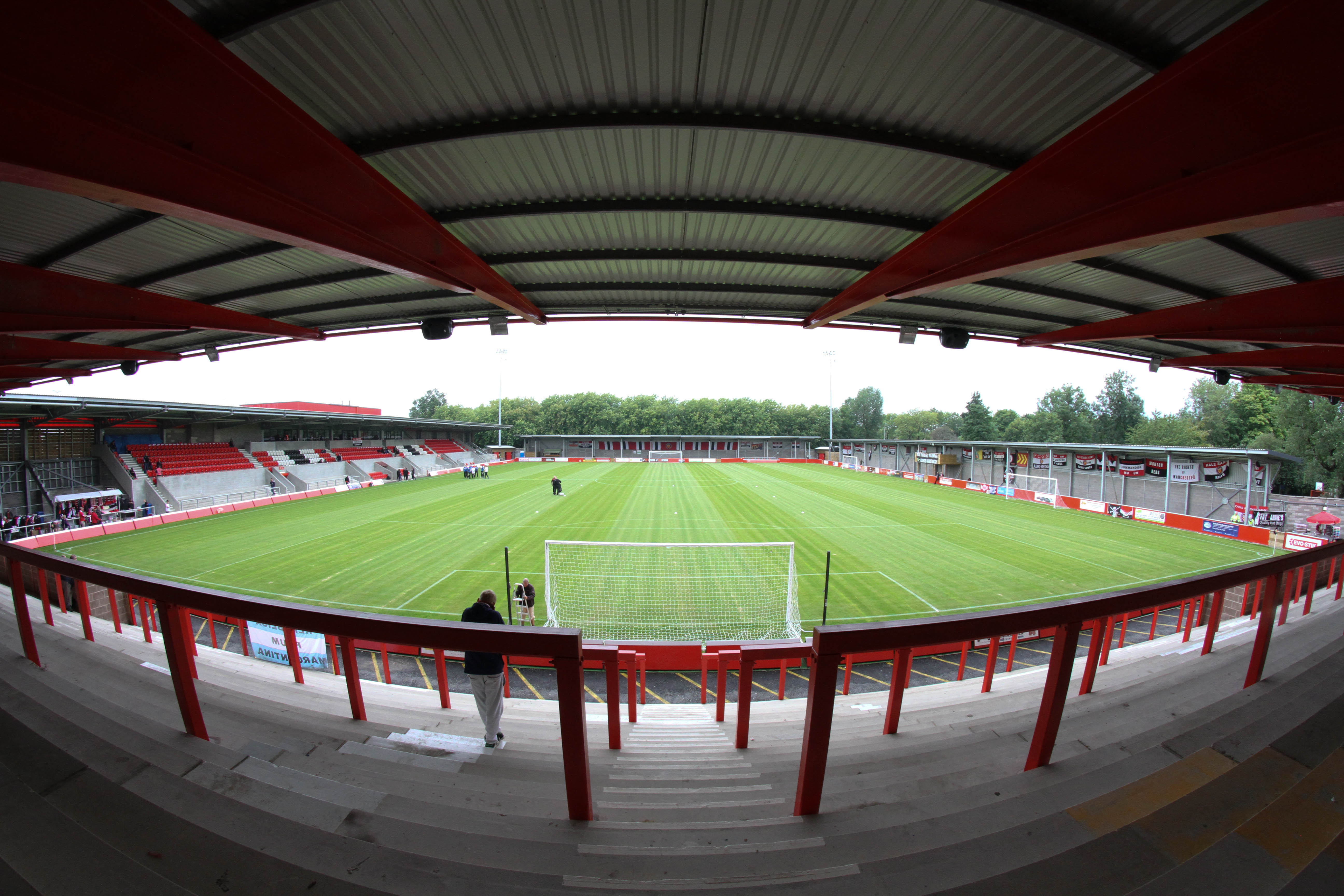
ブロードハーストパーク

### 国内タイトル
- ノースウェストカウンティーズリーグ・ディヴィジョン2:1回

2005-2006
- ノースウェストカウンティーズリーグ・ディヴィジョン1:1回

2006-2007
- ノースウェストカウンティーズリーグ・チャレンジカップ:1回

2006-2007
- ユニボンドリーグ・プレジデンツカップ:1回

2007-2008

### 国際タイトル
- なし

## 過去の成績
- 2005-2006 NW Counties League Div2 1位 昇格
- 2006-2007 NW Counties League Div1 1位 昇格
- 2007-2008 Northern League Div1 North 2位 昇格
- 2008-2009 Northern League Premier 6位
- 2009-2010 Northern League Premier 13位
- 2010-2011 Northern League Premier 4位
- 2011-2012 Northern League Premier 6位
- 2012-2013 Northern League Premier 3位
- 2013-2014 Northern League Premier 2位
- 2014-2015 Northern League Premier 1位 昇格